# Hemarthria sibirica
Hemarthria sibirica là một loài thực vật có hoa trong họ Hòa thảo. Loài này được (Gand.) Ohwi mô tả khoa học đầu tiên năm 1947.